# Piperton
Piperton és una població dels Estats Units a l'estat de Tennessee. Segons el cens del 2000 tenia 589 habitants.

## Demografia
Segons el cens del 2000, Piperton tenia 589 habitants, 259 habitatges, i 206 famílies. La densitat de població era de 23,3 habitants/km².
Dels 259 habitatges en un 15,8% hi vivien nens de menys de 18 anys, en un 69,5% hi vivien parelles casades, en un 6,2% dones solteres, i en un 20,1% no eren unitats familiars. En el 18,1% dels habitatges hi vivien persones soles el 7,7% de les quals corresponia a persones de 65 anys o més que vivien soles. El nombre mitjà de persones vivint en cada habitatge era de 2,27 i el nombre mitjà de persones que vivien en cada família era de 2,53.
Per edats la població es repartia de la següent manera: un 13,1% tenia menys de 18 anys, un 4,9% entre 18 i 24, un 18,8% entre 25 i 44, un 36,5% de 45 a 60 i un 26,7% 65 anys o més.
L'edat mediana era de 53 anys. Per cada 100 dones de 18 o més anys hi havia 91,8 homes.
La renda mediana per habitatge era de 49.583 $ i la renda mediana per família de 62.500 $. Els homes tenien una renda mediana de 43.929 $ mentre que les dones 32.750 $. La renda per capita de la població era de 28.435 $. Entorn de l'1,1% de les famílies i el 2,6% de la població estaven per davall del llindar de pobresa.

## Poblacions més properes
El següent diagrama mostra les poblacions més properes.